# Європейські консерватори та реформісти
Європейські консерватори та реформісти (англ. European Conservatives and Reformists, ECR) — консервативна фракція євроскептиків-конфедератів у Європейському парламенті і Раді місцевого самоврядування Ради Європи. Фракція на даний момент складається з 62 членів парламенту, будучи шостою за величиною з 7 фракцій. Створена у 2009 році за результатами європейських виборів членами Руху за європейські реформи на основі європейської партії Альянс європейських консерваторів та реформістів.
Більшість членів партії складають представники з Центральної Європи і Польщі. Також у фракції є невелике число учасників з Балтійських країн і Бенілюксу. Фракція має слабку підтримку у південноєвропейських і північних країнах.
Після виборів 2014 до фракції входять представники 15 країн (додалися Болгарія, Німеччина, Греція, Данія, Ірландія, Словаччина, Фінляндія, Хорватія).

## Основоположні принципи та ідеологія
Установча декларація ЄКР стала відомою як Празька декларація Європейських консерваторів і реформістів. Цей документ окреслює наступні принципи: 
1. Вільне підприємництво, вільна та чесна торгівля та конкуренція, мінімальне регулювання, нижчі податки та малий уряд як головні каталізатори індивідуальної свободи та особистого та національного процвітання.
2. Свобода особи, більша особиста відповідальність і більша демократична підзвітність.
3. Стале постачання чистої енергії з акцентом на енергетичну безпеку.
4. Значення сім’ї як основи суспільства.
5. Суверенна цілісність національної держави, опозиція федералізму ЄС і відновлена повага до справжньої субсидіарності.
6. Основна цінність трансатлантичних стосунків у сфері безпеки в оновленому НАТО та підтримка молодих демократій по всій Європі.
7. Ефективно контрольована імміграція та припинення зловживань процедурами надання притулку
8. Ефективні та сучасні державні послуги та чутливість до потреб як сільських, так і міських громад.
9. Кінець марнотратству та надмірній бюрократії та зобов’язання щодо більшої прозорості та чесності в інституціях ЄС та використання фондів ЄС.
10. Повага та справедливе ставлення до всіх країн ЄС, нових і старих, великих і малих

Розподіл членів європейського парламенту від ЄКР по дев'яти державам, включаючи три держави з більш ніж одним членом (темно-синій) і п'ять — з одним (синій)

Ідеологічно члени-засновники ECR традиційно займали правоцентристськj -праве крило політичного спектру з економічно ліберальними та антифедералістичними поглядами та початковим небажанням Консервативної партії включати жорстких анти -імміграційні та ультранаціоналістичні партії. Як і правоцентристська Європейська народна партія (ЄНП), члени-засновники ECR здебільшого підтримують ідеї вільного ринку, а деякі з її членів Європарламенту підтримують зв’язки з аналітичними центрами, такими як The Cobden Center і Open Europe  на противагу до більш економічного націоналістичного та антиглобалістського підходу інших критично важливих для євро груп, таких як EFDD та Identity and Democracy. 
Однак ЄНП загалом виступає за інтеграцію та розширення ЄС, тоді як ЄКР виступає проти цього. Останніми роками група стала охоплювати зростаючу фракцію націоналістичних, антиімміграційних і правих рухів, причому деякі колишні члени ECR стверджують, що група з часом значно змістилася вправо.
Зрушення вправо посилилося після виходу Сполученого Королівства з Європейського Союзу, оскільки Консервативна партія втратила своє представництво в Європейському парламенті. У заяві, опублікованій 11 листопада 2021 , співголови Групи Ришард Легутко та Рафаеле Фітто процитували два основні політичні документи для визначення ідеологічної основи ECR, коли вони підтвердили «прихильність Групи Празькій декларації та Заяві ECR щодо реформа Європейського Союзу».
Під час вторгнення в Україну 2022 року до групи в основному увійшли проукраїнські та антиросійські партії. 
У лютому 2023 року голова групи Легутко заявив, що група буде підтримувати Україну до поразки Росії та далі.
Після парламентських виборів у Фінляндії 2023 року Партія фінів, перейшла із групи Ідентичність і демократія, знову приєдналася до ECR, посилаючись на зміну своєї політики щодо членства Фінляндії в НАТО як причину переходу.